# Hironobu Ono
Hironobu Ono (japanisch 小野 博信 Ono Hironobu; * 7. Juli 1987 in der Präfektur Yamanashi) ist ein ehemaliger japanischer Fußballspieler.

## Karriere
Ono erlernte das Fußballspielen in der Schulmannschaft der Nirasaki High School und der Universitätsmannschaft der Chūō-Universität. Seinen ersten Vertrag unterschrieb er 2010 bei Mito HollyHock. Der Verein spielte in der zweithöchsten Liga des Landes, der J2 League. Für den Verein absolvierte er vier Ligaspiele. Ende 2012 beendete er seine Karriere als Fußballspieler.